# Björn Nordqvist
Björn Nordqvist (Hallsberg, Suecia, 6 de octubre de 1942) y es un exfutbolista sueco, que se desempeñó como defensa y que militó en diversos clubes de Suecia y Holanda.

## Selección nacional
Ha sido internacional con la selección de fútbol de Suecia; donde jugó 115 partidos internacionales y no anotó goles por dicho seleccionado. Incluso participó con su selección, en 3 copas mundiales. La primera fue en México 1970, donde su selección fue eliminado en primera fase, por peor diferencia de goles con respecto de su similar de Uruguay. La segunda fue en Alemania Federal 1974, donde fue parte del plantel sueco, que logró avanzar a la segunda fase y la tercera fue en Argentina 1978, donde su selección quedó eliminado en primera fase. Nordqvist fue el capitán de selección, en las 3 copas mundiales que disputó.

## Clubes
| Club            | País           | Año       |
| --------------- | -------------- | --------- |
| IFK Norrköping  | Suecia         | 1961-1972 |
| PSV Eindhoven   | Países Bajos   | 1972-1975 |
| IFK Göteborg    | Suecia         | 1975-1978 |
| Minnesota Kicks | Estados Unidos | 1979-1981 |
| Örgryte IS      | Suecia         | 1981-1983 |
| Landskrona BoIS | Suecia         | 1984      |
| Hovås IF        | Suecia         | 1988      |